# Franck Mailleux
Franck Mailleux, född den 27 maj 1985 i Saint-Malo, är en fransk racerförare.

## Racingkarriär
Mailleux slog igenom i Formel Renault Eurocup 2005, där han slutade på en femteplats. 2006 blev Mailleux nia i det brittiska mästerskapet, innan han 2007 bytte till F3 Euroseries, där Mailleux slutade på en sjundeplats totalt, och tvåa i rookiemästerskapet. 2008 tog Mailleux dock inga steg framåt, utan slutade på en tiondeplats, trots en bra säsongsinledning.